# Taye Biddle
RaTavious Anton "Taye" Biddle (27 de febrero de 1983, en Decatur, Alabama) es un jugador de fútbol americano profesional, juega en la posición de wide receiver para Edmonton Eskimos en la Canadian Football League. Él firmó en 2006 como agente libre con Carolina Panthers. Jugó como colegial con Mississippi.
También jugó con Tampa Bay Buccaneers, Detroit Lions, New York Giants y Minnesota Vikings en la National Football League y con Florida Tuskers y Sacramento Mountain Lions en la United Football League.
En la temporada 2009 fue líder en yardas por recepción con 453 yardas.